# Herkules i Kassel
Herkules i Kassel er en statue og et monument i den tyske by Kassel i delstaten Hessen.
Monumentet består af en kobberstatue af den græske halvgud Herakles (Herkules) opført på en kolossal oktogon sokkel og en pyramide over denne. Navnet Herkules bruges om statuen, men også om hele monumentet som ligger i Bergpark Wilhelmshöhe. Parken blev i 2013 opført på UNESCOs liste over verdens kulturarv og blandt andet fremhævet som et eksempel på arkitektur fra enevælden i Europa.
Bygværket blev opført i perioden 1700 til 1717 efter tegninger af den italienske arkitekt Giovanni Francesco Guerniero. Bygherren var landgreve Karl von Hessen-Kassel som selv valgte Herkules, et symbol på kraft, mod og klogskab, som det visuelle symbol på hans egen enevældige magt.
Herkulesmonumentet er bygget på et lille bjerg 526 meter over havet og har siden opførelsen været et vartegn for byen Kassel. Monumentet er udgangspunktet for et 350 meter langt anlæg som blandt andet indeholder vandfald og fontæner. Den oktogone sokkel er 33 meter høj, pyramiden 26 meter, selve herkulesfiguren 8,3 meter og soklen den står på tre meter høj. Hele anlægget rager 70,3 meter over jorden og har en diameter på 70 meter.
Statuen af Herkules er en replika af den såkaldte Farnese's Herkules som var ejet af Alessandro Farnese den yngre. I sin venstre hånd bærer Herkules fælden til at fange løven fra Nemea som han dræbte, som det første af Herakles' tolv arbejder. I sin højre hånd bærer han bak ryggen tre af hesperidenes æbler som det lykkedes ham at stjæle (ellevte arbejde).

## Billedgalleri
- Herkules med løvefælden og tre af hesperidenes æbler.
- Herkules set fra byens centrum.
- Monumentet og parken nedenfor.